# Cladorhiza fristedti
Cladorhiza fristedti är en svampdjursart som först beskrevs av Lawrence Morris Lambe 1900.  Cladorhiza fristedti ingår i släktet Cladorhiza och familjen Cladorhizidae.
Artens utbredningsområde är Grönland. Inga underarter finns listade i Catalogue of Life.